# 錐形瓶

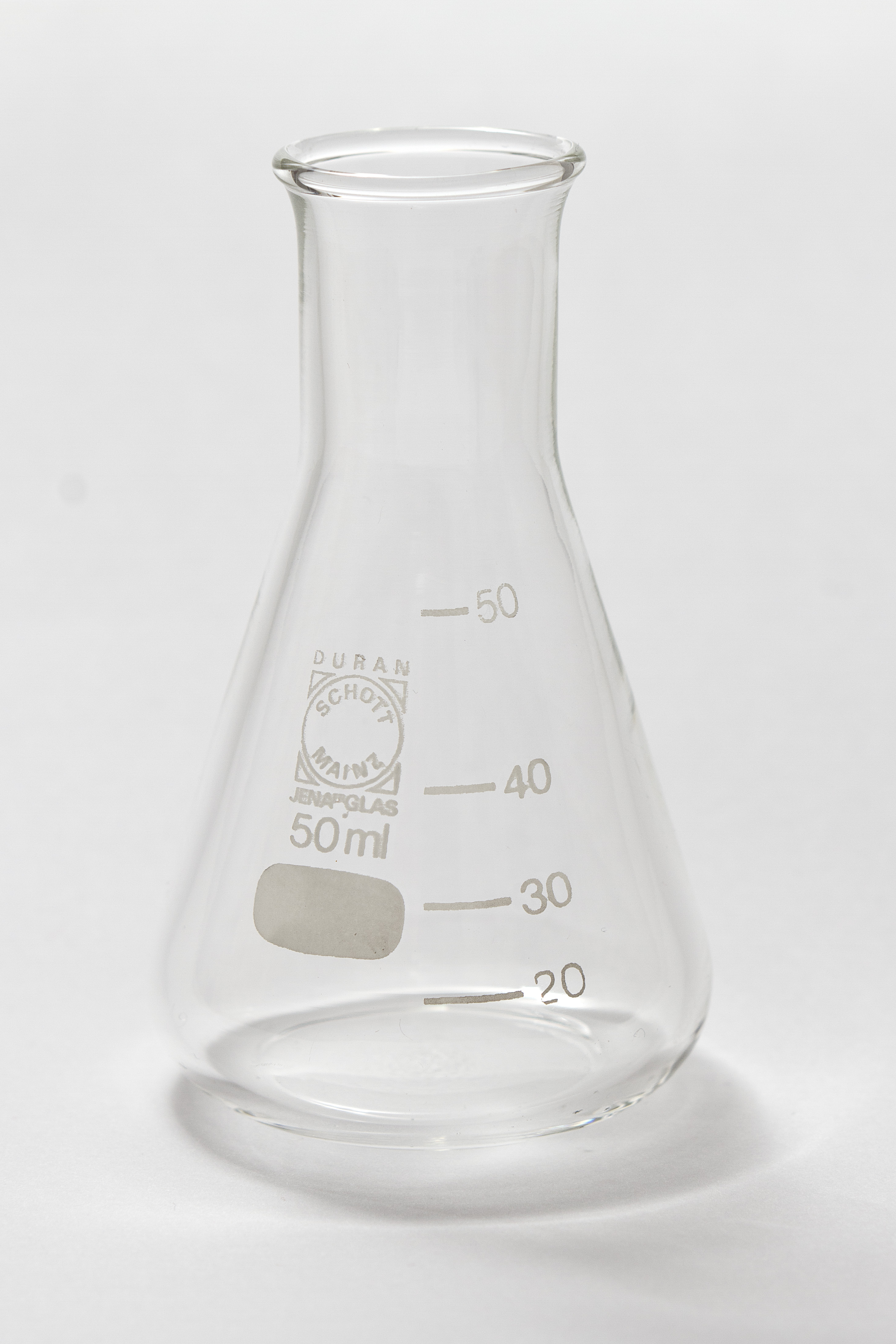
一個50ml的錐形瓶

用於滴定實驗中的錐形瓶

錐形瓶（德語：Erlenmeyerkolben，又名鄂倫麥爾瓶、三角烧瓶），为一種在化學實驗室中常見的玻璃瓶，外觀呈平底圓錐狀，下闊上狹、从侧面看去呈等腰三角形，有一圓柱形頸部，上方有一較頸部闊的開口，有時可用由軟木或橡膠造成的塞子封閉。瓶身上多有數個刻度，以標示所能盛載的容量。由德國化學家理查·鄂倫麥爾（Richard Erlenmeyer）於1861年發明。
錐形瓶常見的容量由50mL至250mL不等，但亦有小至10mL或大至2000mL的特製錐形瓶。常用的玻璃錐形瓶多根據Pyrex（派熱克斯玻璃）的規格加入了硼，以增加其耐熱性。錐形瓶多用於分析化學中的滴定實驗、迴流加熱及結晶中，而其外形則使它十分適合這些工作。其長頸部份除方便加上塞子外，亦能減慢加熱時的流失及避免化學物品溢出；至於其平而寬闊的底部則容許錐形瓶盛載更多的溶液、方便用玻璃棒攪拌或是手持瓶颈振荡、并且容許錐形瓶平放在桌上。
錐形瓶由於十分常見，而且形狀比較有趣，所以也常被用來當做化學實驗或化學相關的象徵，散見於許多標誌及指示中。